# Irina Zabludina
Irina Aleksandrovna Zabludina (russe : Ирина Александровна Заблудина), née le 24 février 1987, est une judokate russe.

## Palmarès international en judo
| Championnats d'Europe | Championnats d'Europe | Championnats d'Europe |
| Année                 | Médaille              | Catégorie             |
| --------------------- | --------------------- | --------------------- |
| 2011                  | bronze                | +78 kg                |
| 2013                  | bronze                | +78 kg                |